# 建部寿徳
建部 寿徳（たけべ じゅとく）は、戦国時代から江戸時代初期にかけての武将。

## 生涯
天文6年（1537年）、近江国神崎郡建部郷にて六角氏家臣・建部秀清（秀治）の次男として生まれる。はじめ秀栄、後に高光を名乗ったが若年の頃から僧形となり寿徳を称した。
父・秀清は六角氏と織田信長の合戦で討ち死に、兄・秀直は六角義治に仕えたが、駒井某に殺害されている。一説には兄の仇を取るべく駒井某を探し出し、建部大社の祭礼の日に近江八幡で討ち果たし、その勇名によって信長に召し抱えられたという。織田家では近江守山に500石を領した。
ところが、織田氏へ仕官後は主に吏僚として活躍した。はじめ、織田家臣・中川重政に属し、元亀2年（1571年）に重政の代官として常楽寺にあり、柴田勝家の代官と紛争を起こしたことがあった。のち、丹羽長秀の配下に転じたようで、若狭国の小浜郡代として小浜城に入り、北陸の陸路・海路の物資集散の中継地点の代官職をこなした。
やがて羽柴秀吉にその才を認められ、本能寺の変で織田信長が討たれると、秀吉配下に転じた。物資の荷扱いや兵糧・弾薬などの管理に長けていたため、秀吉の蔵入地である摂津国尼崎3万石の代官に任命し、大坂の西の備えとして尼崎城と尼崎港の管理を命じた。天正15年（1587年）の九州征伐では、小西隆佐らと共に豊臣軍の補給を担当。中継基地である尼崎には莫大な人員・物資が集められたが、寿徳は混乱なく任を果たした。
文禄元年（1592年）の文禄の役では名護屋城普請の奉行に名を連ねる。慶長3年（1598年）には長束正家の下で越前国検地の奉行の一人として働いた。
同年（1598年）の秀吉死後も引き続き尼崎郡代を務め、また豊臣秀頼の近習としても数えられた。慶長5年（1600年）の関ヶ原の戦いには嫡男・光重が西軍として参加したが、戦後に池田輝政の取り成しで改易を免れ、所領と尼崎郡代職ともども安堵された。
慶長12年（1607年）に死去。71歳であったという。